# N2701
FOMA N2701（フォーマ・エヌ に なな ぜろ いち）は、日本電気・NECによって開発された、NTTドコモの第三世代携帯電話「FOMA」と第二世代携帯電話「mova」のデュアルネットワーク対応端末である。

## 概要
ソフトウェアはN2102Vに近いものとなっているが、ベース機であるN2051に機械的な互換性を持たせた設計が行われたため、N2051からN2102Vにかけての仕様変更が行われていた過渡期の中央に立つ端末となっている。
2008年10月当時はFOMAとmovaのデュアルネットワークサービスを1台の端末で両方利用できる唯一の端末であった。
NTTdocomoの店頭でデュアルネットワークサービスを契約すれば、2種類のネットワークを利用可能な、いわゆるハイブリッド端末であった。
基本設計については、W-CDMA端末で先代のN2051にPDC端末N504iSを貼り付けたような端末であり、「FOMA←→MOVA自動切替」モード「FOMA固定」モード「MOVA固定」モードが選択できた為、通常は自動切替にして使うが、都心部エリアのみ使う場合は「FOMA固定」、地方や山間部でのみ使う場合は「MOVA固定」を選ぶことで、電池消費が抑えられるメリットもあった。
電池パックは、先代のN2051用に供給されていたN03と互換性のあるN04がN2701のバッテリーとしてオプション設定された。
(以下は電池パックの品番である)
- シルバー(AAN29066)

(なお、電池パックの種類についてはリチウムイオン電池である・2004年当時は2625円で販売されていた・互換性のあるN03は同じ2004年に3780円で販売されていた)
卓上ホルダは、先代と互換性のある電池パック部に卓上ホルダ用の金属接点がある関係から、N2051用の卓上ホルダがN2701のオプションに設定された。(Nシリーズの後継にあたるN2102Vは構造上の基本設計変更の為にバッテリーと卓上ホルダ共に互換性はない)
(以下は卓上ホルダの品番である)
- AAN39041

(2004年当時は525円で販売されていた)
ベース機であり機械的な互換性のある先代のN2051同様、セルフモードに設定する際は、暗証番号の入力が必要である。(Nシリーズの後継機であるN2102Vは暗証番号の入力なしでセルフモードの設定が可能)
待ち受け画面のカレンダー表示については、N2051・P2102Vの網目模様の背景とは異なり、N2102Vと全く同じ水紋の背景となっている。
デュアルネットワーク対応の後継機については、N2701が発売された時期にNTT DoCoMoがmovaの停波を平成20年代に入ってから実施することを計画していた関係で、発表･発売されることはなかった。
NTTdocomoは2012年3月31日にmovaサービスの停波とFOMAプラスエリアの運用開始を発表し、2008年11月30日をもってmovaの新規契約も終了（デュアルネットワークサービスは2009年3月31日に新規受付終了）したため、発売から5年が経過した平成20年代に入っても利用しているユーザーが多かった。
カメラ性能はメインカメラがCMOS 約31万画素、テレビ電話用のサブカメラがCMOS約10万画素。iアプリは504i相当のものに対応している。外部メモリーには非対応。
伸縮式のアンテナはmova専用のもので、FOMAのアンテナはN2001以来、伝統となっている端末のマイク部分(0ボタンの下部)に内蔵されている。
ソフトウェアはN2102Vに近いものになっているが、機械的な基本設計のベース機であるN2051同様、テレビ電話には非対応である。

mova停波後の2012年度以降は、この機種がFOMAプラスエリアに対応しておらず、Xiの基地局への転換が進む中でFOMAエリアの電波の入りが悪くなり、この機種を使い続けるメリットがなくなったことに伴い、FOMAプラスエリア対応の後継機種や、Xi対応のスマートフォン（全機FOMAプラスエリア対応）に変更する利用者多くなった。

## 内蔵メロディ
1. シェリーに口づけ
2. SEPTEMBER
3. 大きな古時計
4. 木星
5. サマータイム
6. G線上のアリア
7. 威風堂々
8. 津軽じょんがら節
9. 草競馬
10. ウィリアムテル序曲

## 内蔵効果音
1. 黒電話
2. You've got mail
3. Calling
4. インド
5. スカ
6. アンビエント
7. 三味線
8. キラキラ

## 歴史
- 2003年3月12日 - 技術基準適合証明 (TELEC) 通過
- 2003年4月10日 - 電気通信端末機器審査協会 (JATE)通過
- 2003年5月27日 - 開発が発表。
- 2003年6月11日 - 発売開始
- 2010年3月31日 - 電池パックの提供終了。
- 2012年3月31日 - movaのサービス終了に伴う停波により、FOMAモードのみの使用しか出来なくなった。

## 不具合
- 2003年8月20日 - P2102V、N2051、N2102Vと併せて、クリアキーを使った場合に間違った計算結果が表示される電卓機能のバグが発見された。